# West-Saksisch voetbalkampioenschap 1921/22
In 1921/22 werd het tiende voetbalkampioenschap van West-Saksen gespeeld, dat georganiseerd werd door de Midden-Duitse voetbalbond. Konkordia Plauen werd kampioen en plaatste zich voor de Midden-Duitse eindronde. In de groepsfase met zeven clubs werd de club vijfde.

## Kreisliga
| Plaats | Club                       | Wed. | W  | G | V  | Saldo | Ptn.  |
| ------ | -------------------------- | ---- | -- | - | -- | ----- | ----- |
| 1.     | SV Konkordia Plauen        | 18   | 15 | 1 | 2  | 65:19 | 31:5  |
| 2.     | SuBC Plauen                | 18   | 11 | 2 | 5  | 55:31 | 24:12 |
| 3.     | VfB Glauchau 1907          | 18   | 10 | 3 | 5  | 36:23 | 23:13 |
| 4.     | VfB Plauen                 | 18   | 7  | 6 | 5  | 32:32 | 20:16 |
| 5.     | SpVgg 06 Falkenstein       | 18   | 7  | 4 | 7  | 41:38 | 18:18 |
| 6.     | 1.Vogtländischer FC Plauen | 18   | 7  | 2 | 9  | 46:38 | 16:20 |
| 7.     | SVgg Meerane 07            | 18   | 5  | 6 | 7  | 17:36 | 16:20 |
| 8.     | Zwickauer SC               | 18   | 6  | 3 | 9  | 25:38 | 15:21 |
| 9.     | VfB 07 Reichenbach         | 18   | 3  | 3 | 12 | 19:46 | 9:27  |
| 10.    | SpVgg 09 Plauen            | 18   | 3  | 2 | 13 | 12:47 | 8:28  |

|  | Kampioen, geplaatst voor Midden-Duitse eindronde |

## 1. Klasse

### Westsachsen
| Plaats | Club                    | Wed. | W | G | V | Saldo | Ptn. |
| ------ | ----------------------- | ---- | - | - | - | ----- | ---- |
| 1.     | VfL 1905 Zwickau        |      |   |   |   |       |      |
| 2.     | FC 02 Schedewitz        |      |   |   |   |       |      |
| 3.     | Planitzer SC 1912       |      |   |   |   |       |      |
| 4.     | TuB Werdau              |      |   |   |   |       |      |
| 5.     | SpVgg 1906 Crimmitschau |      |   |   |   |       |      |
| 6.     | SpVgg Niederhaßlau      |      |   |   |   |       |      |
| 7.     | Zwickauer SC II         |      |   |   |   |       |      |
| 8.     | VfB Glauchau II         |      |   |   |   |       |      |
| 9.     | SpVgg Wilkau            |      |   |   |   |       |      |
| 10.    | SpVgg Meerane 1907 II   |      |   |   |   |       |      |

|  | Promotie                    |
|  | Deelname promotie-eindronde |
|  | Degradatie                  |

### Göltzschtal
| Plaats | Club                      | Wed. | W | G | V | Saldo | Ptn. |
| ------ | ------------------------- | ---- | - | - | - | ----- | ---- |
| 1.     | VfB 1906 Auerbach         |      |   |   |   |       |      |
| 2.     | SV Grünbach               |      |   |   |   |       |      |
| 3.     | SV Sportlust Mylau        |      |   |   |   |       |      |
| 4.     | Sportfreunde Auerbach     |      |   |   |   |       |      |
| 5.     | SpVgg 1906 Falkenstein II |      |   |   |   |       |      |
| 6.     | Teutonia Netzschkau       |      |   |   |   |       |      |
| 7.     | FC Dorfstadt              |      |   |   |   |       |      |
| 8.     | VfB Rodewisch             |      |   |   |   |       |      |
| 9.     | VfB 1907 Reichenbach II   |      |   |   |   |       |      |
| 10.    | SV Bergen                 |      |   |   |   |       |      |

### Vogtland
| Plaats | Club                   | Wed. | W | G | V | Saldo | Ptn. |
| ------ | ---------------------- | ---- | - | - | - | ----- | ---- |
| 1.     | Konkordia Plauen II    |      |   |   |   |       |      |
| 2.     | FC 1906 Merkur Oelnitz |      |   |   |   |       |      |
| 3.     | SV Zeulenroda          |      |   |   |   |       |      |
| 4.     | 1. Vgt. FC Plauen II   |      |   |   |   |       |      |
| 5.     | SuBC Plauen II         |      |   |   |   |       |      |
| 6.     | SpVgg 1909 Plauen II   |      |   |   |   |       |      |
| 7.     | VfB Plauen II          |      |   |   |   |       |      |
| 8.     | SC Markneukirchen      |      |   |   |   |       |      |
| 9.     | VfR 1919 Plauen        |      |   |   |   |       |      |
| 10.    | ATV Plauen             |      |   |   |   |       |      |
| 11.    | VfB Adorf              |      |   |   |   |       |      |

|  | Groepswinnaar               |
|  | Deelname promotie-eindronde |
|  | Degradatie                  |

### Promotie-eindronde
| Plaats | Club                   | Wed. | W | G | V | Saldo | Ptn.  |
| ------ | ---------------------- | ---- | - | - | - | ----- | ----- |
| 1.     | FC 02 Schedewitz       | 6    | 6 | 0 | 0 | 04:00 | 12:00 |
| 2.     | Planitzer SC 1912      | 6    | 4 | 1 | 1 | 06:04 | 09:03 |
| 3.     | FC 1906 Merkur Oelnitz | 6    | 4 | 1 | 1 | 05:01 | 09:03 |
| 4.     | SV Sportlust Mylau     | 3    | 0 | 0 | 3 | 01:03 | 00:06 |
| 5.     | TuB Werdau             | 3    | 0 | 0 | 3 | 01:06 | 00:06 |
| 6.     | SV Grünbach            | 3    | 0 | 0 | 3 | -:-   | 00:06 |
| 7.     | SV Zeulenroda          | 3    | 0 | 0 | 3 | 00:03 | 00:06 |

|  | Promotie                       |
|  | Play-off tweede promotieplaats |

Play-off tweede promotieplaats
|  |              |       |                         |  |
|  | Planitzer SC | 5 – 0 | FC 1906 Merkur Oelsnitz |  |
|  |              |       |                         |  |